# Sirr Al-Khatim Al-Khalifa
Sirr Al-Khatim Al-Khalifa Al-Hassan (en arabe : سرالختم الخليفة الحسن), né le 1er janvier 1919 et mort le 18 février 2006, est un homme politique soudanais, ambassadeur et éducateur, qui a servi comme cinquième Premier ministre du Soudan.

## Biographie
Al-Khalifa est né à Ed Dueim, au Soudan, d'Al-Khalifa Hassan Ahmed et de Nafisa Al-Fakki Alabead. Descendant de la tribu Al Jalain, son père a émigré de Shendi à Ed Dueim et a été nommé khalifa d'Al-Khatmiya.
Au début des années 1920, il entre à l'école primaire Ed Dueim et à l'école intermédiaire berbère. En 1937, il est diplômé du Gordon Memorial College, où il a étudié la formation des enseignants. Al-Khalifa est devenu professeur à Bakht Arrida de 1938 à 1944, puis il a déménagé en Grande-Bretagne pour poursuivre ses études.
En 1944, Al-Khalifa a poursuivi ses études en fréquentant le Collège d'Exeter de l'université d'Oxford. En 1946, il rentre au Soudan, pour reprendre son poste d'enseignant à Bakht Arrida.